# Лорд-стюард королевского двора
Лорд-стюард или лорд-стюард королевского двора (англ. Lord Steward) — управляющий королевским двором в Англии. Обладатели этой должности всегда были пэрами, до 1924 года всегда были членами правительства, а до 1782 года эта должность имела большое политическое значение и имела ранг члена кабинета министров.
Лорды-стюарды получают свои назначения лично от Суверена и носят белый церемониальный жезл как эмблему и гарантию своей власти. В Законе о старшинстве в Палате лордов 1539 года, парламентском акте о назначении лордов, лорд-стюард описывается как «великий магистр или лорд-стюард самого почётного двора короля». Лорд-стюарды председательствовали в Гофмаршальской конторе (англ. Board of Green Cloth дословно, Совете зеленой ткани) до тех пор, пока Гофмаршальская контора не исчезла в результате реформы лицензирования местных органов власти в 2004 году, проведенной Законом о лицензировании 2003 года (раздел 195). В их ведомстве находятся казначей и контролёр королевского двора, которые являются вторыми по рангу после лорда-стюарда. Эти чиновники обычно были пэрами или сыновьями пэров и тайных советников. Они также заседали в Гофмаршальской конторе, носят белые церемониальные жезлы и принадлежат к кабинету. Сейчас эти должности занимают правительственные кнуты в Палате общин. Обязанности, которые теоретически принадлежат лорду-стюарду, казначею и контролёру королевского двора, на практике выполняются придворным экономом (англ. Master of the Household), который является постоянным чиновником и проживает во дворце. Однако в соответствии с Законом о коронерах 1988 года лорд-стюард по-прежнему назначался коронером двора королевы, пока эта должность не была упразднена в 2013 году Законом о коронерах и правосудии 2009 года.
Придворный эконом — придворный белого жезла, входил в Гофмаршальскую контору, но не в кабинет министров, и, среди прочих обязанностей, председательствовал на ежедневных обедах свиты, прислуживающей суверену. Эта должность не упоминается ни в Чёрной книге Эдуарда IV, ни в Статутах Генриха VIII, но внесена как эконом королевского двора и один из клерков Гофмаршальской конторы в Придворной книге королевы Елизаветы. Полномочия и роль этой должности в значительной степени заменяют полномочия лорда-распорядителя, поскольку лорд-стюард двора одно время заменял лорда-распорядителя Англии.
В ведомстве лорда-стюарда находятся следующие должностные лица и члены Гофмаршальской конторы: коронер («коронер края»), казначей королевского двора, официалы раздачи королевской милостыни, как это было до их упразднения в 1782 году, вместе с шестью клерками Гофмаршальской конторы, казначеем королевского двора, казначеем палаты и казначеем пенсий.
У лорда-стюарда раньше было три суда, помимо Гофмаршальской конторы, под его началом — суд лорда-стюарда, замененный в 1541 году Маршальским судом, и дворцовый суд.
Лорд-стюард или его заместители раньше приносили присягу членам Палаты общин. В определенных случаях (послания суверена под королевской подписью) лорды с белыми жезлами являются надлежащими лицами для передачи сообщений между сувереном и Палатами Парламента.

## Лорды-стюарды

### XIV век
- Роберт де Ла Уорд, 1-й барон де Ла Уорд — 1303–1306;
- Джон Торп — 1307;
- Майлз Стэплтон — 1307;
- Роберт Фицпейн, 1-й барон Фицпейн — 1308–1310;
- Эдмунд Моли — 1310–1312;
- Хью де Одли, 1-й барон Одли из Страттон-Одли — 1312;
- Эдмунд Моли — 1313–1314;
- Джон Кромвель — 1314–1316;
- Уильям Монтегю, 2-й барон Монтегю — 1316–1318;
- Бартоломью Бэдлсмир, 1-й барон Бэдлсмир —1318–1321;
- Жильбер Пеше —1322;
- Саймон Драйби — 1322;
- Ричард Эймори — 1322–1325;
- Томас Ле Блаунт — 1325–1327;
- Джон Рос — 1327–1328;
- Джон Мальтраверс — 1328;
- Джон Уайшем — 1328–1329;
- Джон Мальтраверс — 1329–1330;
- Хью Терплингтон — 1330;
- Ральф Невилл, 2-й барон Невилл из Рэби — 1330–1336;
- Роберт де Уффорд, 2-й барон Уффорд — 1336–1337;
- Джон Дарси, 1-й барон Дарси из Найта — 1337–1340;
- Ральф Стаффорд, 2-й барон Стаффорд — 1341–1345;
- Ричард Толбот, 2-й барон Толбот — 1345–1349;
- Джон Грей, 1-й барон Грей из Ротерфилда — 1349–1359;
- Ги де Бриан, барон Бриан — 1359–1361;
- Джон Атти Ли — 1362–1368;
- Уильям Латимер, 4-й барон Латимер из Корби — 1368–1370;
- Генри Скруп, 1-й барон Скруп из Месема — 1371;
- Джон Невилл, 3-й барон Невилл из Рэби — 1371–1376;
- Джон Ипрский— 1376–1377;
- Ричард Скруп, 1-й барон Скруп из Болтона — 1377–1378;
- Хью Сегрейв — 1378–1381;
- Джон Монтегю, 1-й барон Монтегю — 1381–1387;
- Джон де Бошан, 1-й барон Бошан — 1387–1388;
- Джон Деверё, 1-й барон Деверё — 1388–1393;
- Томас Перси — 1393–1399;
- сэр Томас Ремпстон — 1399–1401.

### XV век
- Томас Перси, 1-й граф Вустер — 1401–1402;
- Уильям Херон, лорд Сэй — 1402–1404;
- сэр Томас Эрпингем — 1404;
- сэр Джон Стэнли — 1405–1412;
- сэр Томас Эрпингем — 1413–1417;
- сэр Уолтер Хангерфорд — 1413–1421;
- Роберт Бэбторп — 1421–1424;
- сэр Уолтер Хангерфорд — 1424–1426;
- сэр Джон Типтофт — 1426–1432;
- Роберт Бэбторп — 1432–1433;
- Уильям де ла Поль, 1-й маркиз Саффолк — 1433–1446;
- Ральф Ботелер, 1-й барон Садли — 1447–1457;
- Джон Бошан, 1-й барон Бошан — 1457–1461;
- Уильям Невилл, 1-й граф Кент — 1461–1463;
- Джон Типтофт, 1-й граф Вустер — 1463–1467[7];
- Генри Буршье, 1-й граф Эссекс — 1467–1471[8];
- Томас Стэнли, 2-й барон Стэнли — 1471–1483[8];
- Томас Говард, граф Суррей — 1483–1485[8];
- Джон Рэдклифф, 9-й барон Фицуолтер — 1486–1496[8];
- Роберт Уиллоуби, 1-й барон Уиллоуби де Брок — 1496–1502[8].

### XVI век
- Джордж Толбот, 4-й граф Шрусбери — 1502–1538[8];
- Роберт Рэдклифф, 1-й граф Сассекс — 1538–1540[8];

Должность лорда-стюарда упразднена и заменена лордом-великим магистром;
- Чарльз Брэндон, 1-й герцог Саффолк — 1540–1545[8];
- Уильям Паулет, лорд Сент-Джон — 1545–1550[8];
- Джон Дадли, граф Уорик — 1550–1553[8];

Должность лорда-стюарда восстановлена;
- Генри Фицалан, 19-й граф Арундел — 1553–1564[8];
- вакансия 1564–1567[9];
- Уильям Герберт, 1-й граф Пембрук — 1567–1570[9];
- вакансия 1570–1572[9];
- Эдвард Клинтон, 1-й граф Линкольн — 1572–1584[9];
- Роберт Дадли, граф Лестер — 1584–1588[9];
- Генри Стэнли, 4-й граф Дерби — 1588–1593[9];
- вакансия 1593–1597[9].

### XVII век
- граф Ноттингем — 1603–1618;
- герцог Ричмонд — 1618–1623;
- маркиз Гамильтон — 1623–1625;
- граф Пембрук — 1625–1630;
- вакансия 1630–1640;
- граф Арундел и Суррей — 1640–1644;
- герцог Ричмонд — 1644–1655;
- вакансия 1655–1660;
- герцог Ормонд — 1660–1688[10];
- герцог Девоншир — 1689–1707[10].

### XVIII век
- герцог Девоншир — 1707–1710[10];
- герцог Бекингем и Норманби — 1710–1711[10];
- граф Паулетт — 1711–1714[10];
- герцог Девоншир — 1714–1716[10];
- герцог Кент — 1716–1718[10];
- герцог Аргайл — 1718–1725[10];
- герцог Дорсет — 1725–1730[10];
- граф Честерфилд — 1730–1733[10];
- герцог Девоншир — 1733–1737[10];
- герцог Дорсет — 1737–1744[10];
- герцог Девоншир — 1744–1749[10];
- герцог Мальборо — 1749–1755[10];
- герцог Ратленд — 1755–1761[10];
- граф Толбот — 1761–1782[10];
- граф Карлайл — 1782–1783[10];
- герцог Ратленд — 1783[10];
- граф Дартмут — 1783[10];
- герцог Чандос — 1783–1789[10];
- герцог Дорсет — 1789–1799[10];
- граф Лестер — 1799–1802[10].

### XIX век
- граф Дартмут — 1802–1804[10];
- граф Эйлсфорд — 1804–1812[10];
- маркиз Чамли — 1812–1821[10];
- маркиз Конингэм — 1821–1830[10];
- герцог Бекингем и Чандос — 1830[10];
- маркиз Уэлсли — 1830–1833[10];
- герцог Аргайл — 1833–1834[10];
- граф Уилтон — 1835[10];
- герцог Аргайл — 1835–1839[10];
- граф Эррол — 1839–1841;
- граф Ливерпуль — 1841–1846;
- граф Фортескью — 1846–1850;
- маркиз Вестминстер — 1850–1852;
- герцог Монтроз — 1852–1853;
- герцог Норфолк — 1853–1854;
- граф Спенсер — 1854–1857;
- граф Сент-Джерманс — 1857–1858;
- маркиз Эксетер — 1858–1859;
- граф Сент-Джерманс — 1859–1866;
- граф Бессборо — 1866;
- герцог Мальборо — 1866–1867;
- граф Танкервиль — 1867–1868;
- граф Бессборо — 1868–1874;
- граф Бошан — 1874–1880;
- граф Сидни — 1880–1885[11];
- граф Маунт-Эджкамб — 1885–1886[12];
- граф Сидни — 1886[13];
- граф Маунт-Эджкамб — 1886–1892[14];
- маркиз Бредалбейн — 1892–1895[15];
- граф Пембрук — 1895–1905[16].

### XX век
- граф Ливерпуль — 1905–1907[17];
- граф Бошан — 1907–1910[18];
- граф Честерфилд — 1910–1915[19];
- виконт Фаркуар — 1915–1922[20];
- граф Шефтсбери — 1922–1936[21];
- герцог Сазерленд — 1936–1937;
- герцог Баклю — 1937–1940[22];
- герцог Гамильтон — 1940–1964[23];
- герцог Вестминстер — 1964–1967[24];
- виконт Кобэм — 1967–1972[25];
- герцог Нортумберленд — 1973–1988[26];
- виконт Ридли — 1989–2001[27].

### XXI век
- герцог Аберкорн — 2001–2009;
- граф Далхаузи — 2009–2023;
- граф Росслин — 2023 — по настоящее время.